# Turquía en los Juegos Olímpicos de Squaw Valley 1960
Turquía estuvo representada en los Juegos Olímpicos de Squaw Valley 1960 por dos deportistas masculinos que compitieron en esquí alpino.
El equipo olímpico turco no obtuvo ninguna medalla en estos Juegos.